# Journal of Medieval Latin
Das Journal of Medieval Latin (JMLat) ist eine seit 1991 jährlich erscheinende wissenschaftliche Zeitschrift, die sich der Erforschung der mittelalterlichen lateinischen Sprache und Literatur widmet. Sie wird vom Verlag Brepols in Turnhout (Belgien) herausgegeben. Seit 1997 wird das Journal durch die Reihe Publications of the Journal of Medieval Latin (PJML) ergänzt, in der monographische und thematische Beiträge veröffentlicht werden. Die Zeitschrift gehört zu den führenden Publikationsorganen ihres Fachs.
Das Journal wurde 1991 von einer Gruppe kanadischer Wissenschaftler um den Klassischen und Mittellateinischen Philologen Michael W. Herren gegründet. Das Ziel bestand darin, die wissenschaftliche Auseinandersetzung mit dem Mittellatein in den anglophonen Ländern als eigenständiges Forschungsfeld zu stärken, wie es in Europa schon lange etabliert war. Zugleich verfolgte man das Anliegen, der angelsächsischen Forschung der zweiten Hälfte des 20. Jh. zu höherer internationaler Sichtbarkeit und größerer wissenschaftlicher Relevanz zu verhelfen. Die Zeitschrift erlangte rasch akademische Anerkennung und etablierte sich bald als eine der führenden Publikationen ihres Fachbereichs.
Das Journal widmet sich der Erforschung des Mittelalters und grenzt sich bewusst von der Antiken- und der Renaissanceforschung ab. Thematisch umfasst sie ein breites Spektrum: Studien zu Handschriften, Editionen und Übersetzungen, linguistische Analysen, literaturhistorische und literaturkritische Beiträge sowie Untersuchungen zur lateinischen Kultur des Mittelalters. Hierbei werden Aspekte wie mittelalterliche lateinische Bildung, Übersetzungsmethoden sowie das Verhältnis von Mündlichkeit und Schriftlichkeit beleuchtet. Ergänzend bietet die Zeitschrift ausführliche Rezensionen wichtiger Fachliteratur und widmet sich besonders der Besprechung lateinischer Editionen.
Ein Merkmal des Journals ist sein kanadischer Ursprung und die damit verbundene Betonung der bilingualen Wissenschaftlichkeit. Die Zeitschrift ermöglicht das Einreichen von Artikeln und Rezensionen in englischer und französischer Sprache. Artikel durchlaufen einen Peer-Review-Prozess und können auf Wunsch im Open-Access Format veröffentlicht werden.
Das Journal wird darüber hinaus seit 1997 durch die Nebenreihe Publications of the Journal of Medieval Latin (PJML) ergänzt. Dieses Projekt wurde ins Leben gerufen, um eine Plattform für umfangreichere wissenschaftliche Arbeiten im Bereich der mittelalterlichen lateinischen Sprache und Literatur zu bieten. Das Spektrum umfasst Bibliografien, Monografien, Festschriften, Tagungsbände sowie andere Sammelwerke, textkritische Studien und neue Editionen mit parallelen Übersetzungen. Entsprechend der Richtlinien des Journals können Beiträge sowohl in englischer als auch in französischer Sprache verfasst werden.

## Redaktion
Die Redaktion des Journals ist am Pontifical Institute of Mediaeval Studies in Toronto angesiedelt und wird von einem internationalen Team unterstützt.
- Herausgeberin: Greti Dinkova-Bruun (Pontifical Institute of Mediaeval Studies, Toronto)
- Rezensionsredakteur: Tristan Major (Pontifical Institute of Mediaeval Studies, Toronto)
- Gründungsherausgeber: Michael W. Herren (York University und University of Toronto)

Die Ergänzungsreihe Publications of the Journal of Medieval Latin dient der Publikation längerer Studien und Sammelbände. Sie wird von folgenden Herausgebern betreut:
- Michael W. Herren (York University und University of Toronto)
- Robert Getz (University of Toronto)
- Alexander Andrée (University of Toronto)
- Gregory Hays (University of Virginia)